# Sano Hiroko
Sano Hiroko (佐野 弘子, sinh ngày 5 tháng 2 năm 1983) là một cựu cầu thủ bóng đá nữ người Nhật Bản.

## Đội tuyển bóng đá nữ quốc gia Nhật Bản
Sano Hiroko thi đấu cho đội tuyển bóng đá nữ quốc gia Nhật Bản từ năm 2003.

## Thống kê sự nghiệp
| Nhật Bản  | Nhật Bản | Nhật Bản |
| Năm       | Trận     | Bàn      |
| --------- | -------- | -------- |
| 2003      | 1        | 0        |
| Tổng cộng | 1        | 0        |